# Questo amore (miniserie televisiva)
Questo amore è una miniserie televisiva italiana.
Gli attori protagonisti sono Enzo De Caro nel ruolo di Claudio e Monica Guerritore nel ruolo di Marta. È una miniserie composta da 2 puntate, che vennero trasmesse in prima visione TV su Rai 1 il 19 e il 20 dicembre 2004.
Viene replicato su Rai Premium nell'estate 2016. 

## Trama
Marta e Claudio sembrano rappresentare la coppia perfetta ma la partenza del figlio Simone per completare gli studi negli Stati Uniti crea un disequilibrio che porta alla luce piccole e grandi incomprensioni fino ad arrivare ad una crisi matrimoniale.